# جوش ليليس
جوش ليليس (بالإنجليزية: Josh Lillis) هو لاعب كرة قدم بريطاني في مركز حراسة المرمى، ولد في 24 يونيو 1987 في دربي في المملكة المتحدة. لعب مع سكونثورب يونايتد وغريمسبي تاون ونادي روتشديل ونوتس كاونتي.

## وصلات خارجية
- جوش ليليس على موقع قاعدة بيانات كرة القدم.إي يو (الإنجليزية)
- جوش ليليس على موقع Soccerbase.com (لاعب) (الإنجليزية)